# Comuna Câlnic, Gorj
Câlnic este o comună în județul Gorj, Oltenia, România, formată din satele Câlnic (reședința), Câlnicu de Sus, Didilești, Găleșoaia, Hodoreasca, Pieptani, Pinoasa, Stejerei și Vâlceaua.

## Așezare
Comuna se află în extremitatea central-vestică a județului Gorj. Se învecinează la nord cu comunele Godinești și Telești, la sud cu comunele Mătăsari și Fărcășești, la est cu orașul Rovinari și la vest cu comuna Ciuperceni.

## Demografie
Componența etnică a comunei Câlnic
     Români (97,11%)
     Alte etnii (0%)
     Necunoscută (2,89%)
Componența confesională a comunei Câlnic
     Ortodocși (90,7%)
     Penticostali (5,92%)
     Alte religii (0,27%)
     Necunoscută (3,12%)
Conform recensământului efectuat în 2021, populația comunei Câlnic se ridică la 2.214 locuitori, în creștere față de recensământul anterior din 2011, când fuseseră înregistrați 2.145 de locuitori. Majoritatea locuitorilor sunt români (97,11%), iar pentru 2,89% nu se cunoaște apartenența etnică. Din punct de vedere confesional, majoritatea locuitorilor sunt ortodocși (90,7%), cu o minoritate de penticostali (5,92%), iar pentru 3,12% nu se cunoaște apartenența confesională.

## Istorie
La sfârșitul secolului al XIX-lea, comuna făcea parte din plasa Ocolu a județului Gorj și era alcătuită doar din satul de reședință cu același nume, având o populație de 717 de locuitori (dintre care 10 rromi). În comună funcționa o școală mixtă frecventată de 47 de elevi și două biserici de lemn. La acea vreme, pe teritoriul actual al comunei, în aceiași plasă funcționau comunele Hodoreasca și Stejerei. Comuna Hodoreasca era alcătuită din satele Hodoreasca și Strâmba, având o populație de 900 de locuitori. În comună funcționa o școală mixtă frecventată de 43 de elevi și trei biserici, iar comuna Stejerei era alcătuită din satele Stejerei, Găleșoaia și Pinoasa, cu o populație de 895 de locuitori. În comună funcționa o școală mixtă și trei biserici.
În 1925, comuna Hodoreasca este desființată temporar și inclusă în comuna Stejerei, iar satul Strâmba a fost trecut la comuna Ciuperceni. Conform Anuarului Socec, comuna Câlnicu făcea parte din plasa Brădiceni din același județ, având o populație de 1310 de locuitori (în satul Câlnicu și cătunul Didilești). Comuna Stejerei este consemnată în aceiași plasă având o populație de 2387 de locuitori (în satele Stejerei, Găleșoaia, Pinoasa, Pieptani și Hodoreasca).
În 1931, se reînființează comuna Hodoreasca. După regruparea comunelor rurale și urbane, comuna Câlnicu este consemnată cu satele Câlnicu și Seuca, comuna Hodoreasca este consemnată cu satele Găleșoaia, Hodoreasca, Pieptani și Strâmba-Vulcani iar comuna Stejerei este consemnată cu satele Stejerei, Arderea și Pinoasa. În același an, apar și satele Vâlceaua și Didilești, ca parte a comunei Pârâu, desființată între timp.
În anul 1950, comunele au fost arondate raionului Târgu Jiu a regiunii Gorj, raion care doi ani mai târziu a fost arondat regiunii Craiova, și apoi (după 1960), regiunii Oltenia. Între timp, se formează comuna Pinoasa cu satele comunei Stejerei
În anul 1968, comuna a trecut la județul Gorj, în actuala structură, iar comunele Pinoasa și Hodoreasca au fost desființate și incluse în comuna Câlnicu. Tot atunci, satul Seuca este transferat comunei Peștișani iar satul Strâmba-Vulcan este transferat comunei Ciuperceni. Satul Arderea este contopit cu satul Pinoasa, iar satul Cetate (alipit între timp) este contopit cu satul Stejerei.

## Politică și administrație
Comuna Câlnic este administrată de un primar și un consiliu local compus din 11 consilieri. Primarul, Dumitru Vulpe[*], de la Partidul Național Liberal, este în funcție din 2008. Începând cu alegerile locale din 2024, consiliul local are următoarea componență pe partide politice:
|  | Partid                          | Consilieri | Componența Consiliului | Componența Consiliului | Componența Consiliului | Componența Consiliului | Componența Consiliului | Componența Consiliului |
|  | ------------------------------- | ---------- | ---------------------- | ---------------------- | ---------------------- | ---------------------- | ---------------------- | ---------------------- |
|  | Partidul Național Liberal       | 6          |                        |                        |                        |                        |                        |                        |
|  | Alianța pentru Unirea Românilor | 3          |                        |                        |                        |                        |                        |                        |
|  | Partidul Social Democrat        | 1          |                        |                        |                        |                        |                        |                        |
|  | Partidul Puterii Umaniste       | 1          |                        |                        |                        |                        |                        |                        |

## Personalități născute aici
- Ion Mocioi (n. 1940), scriitor, om politic.

## Galerie de imagini

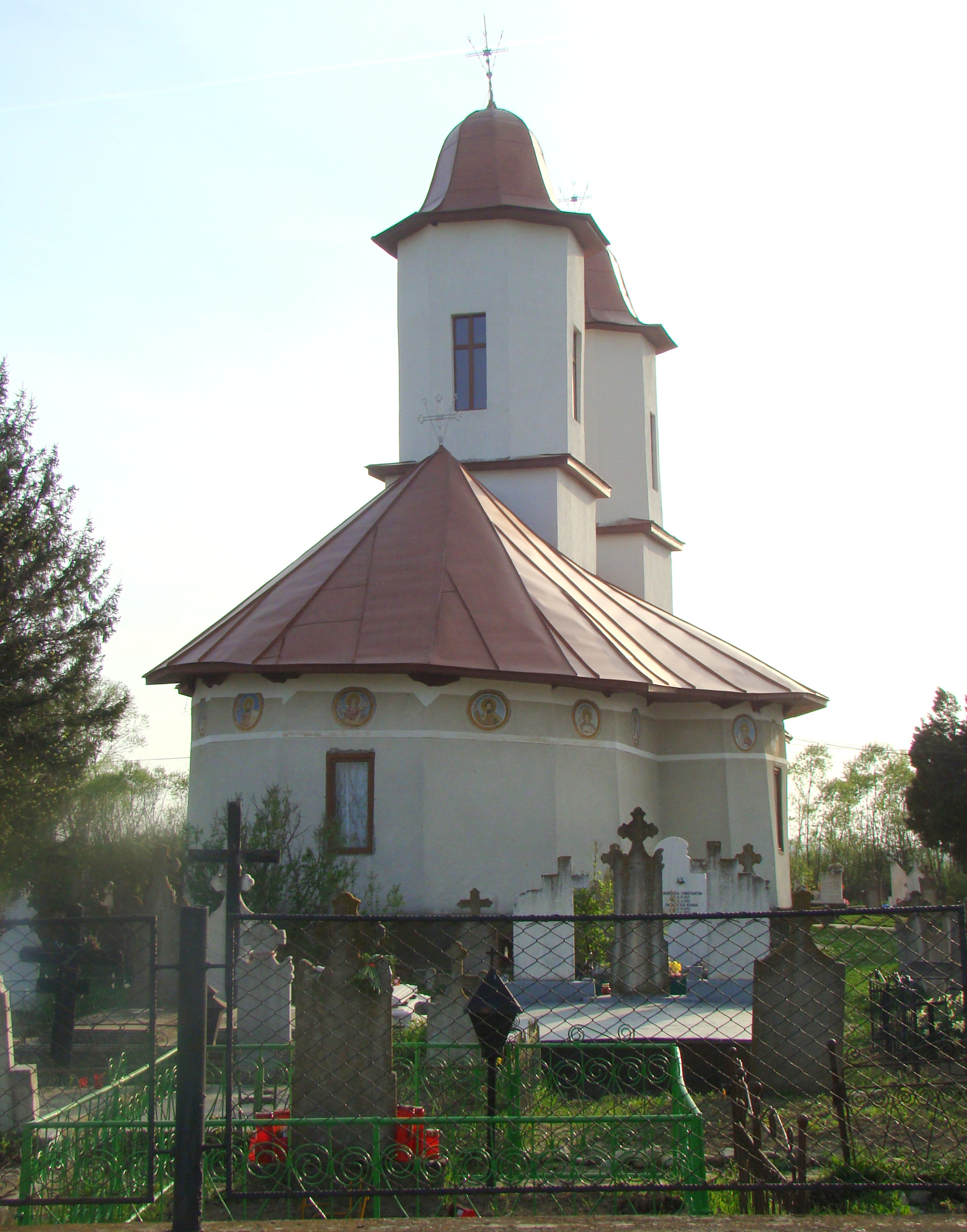
Biserica din Câlnic (1903)
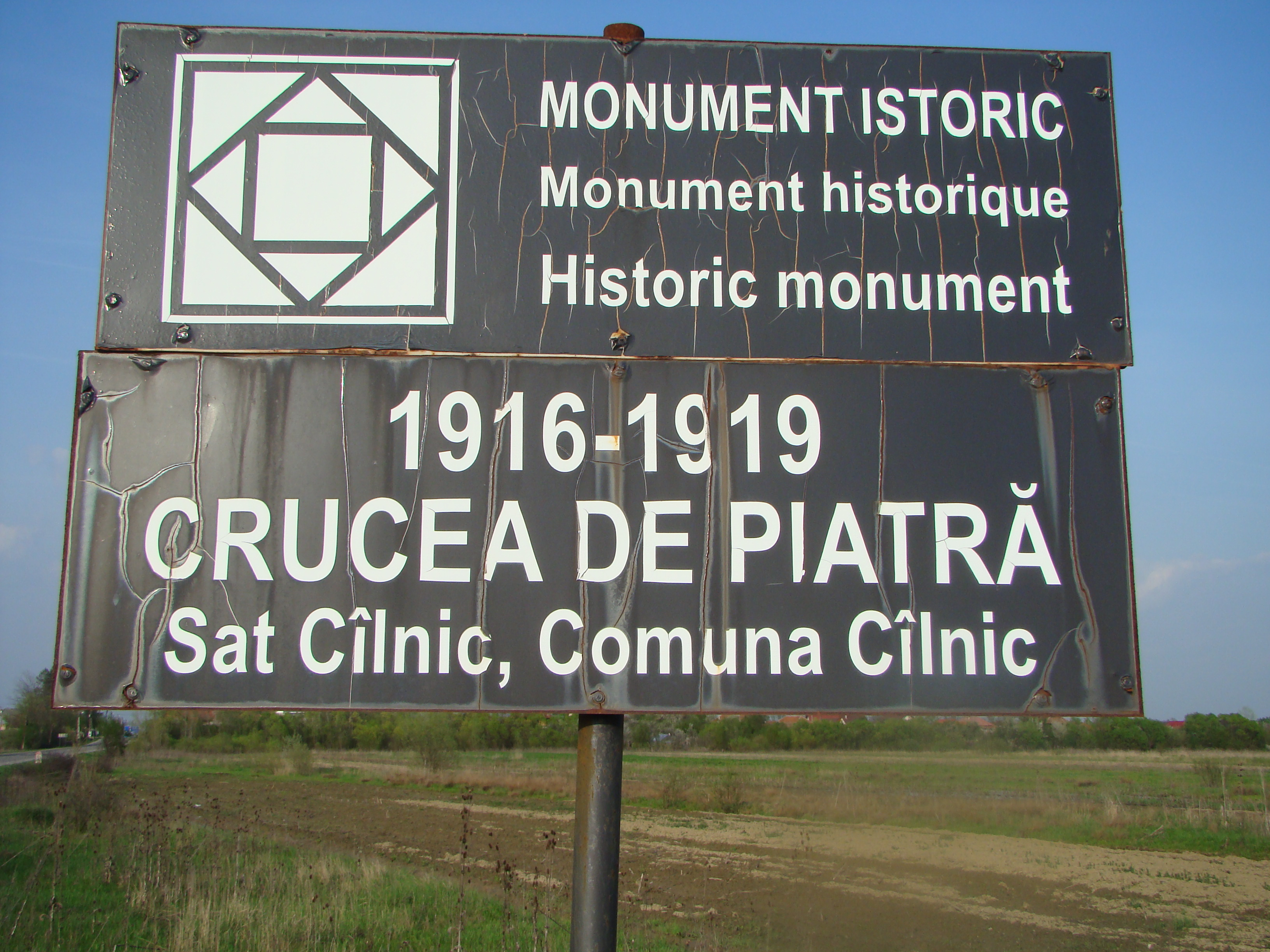
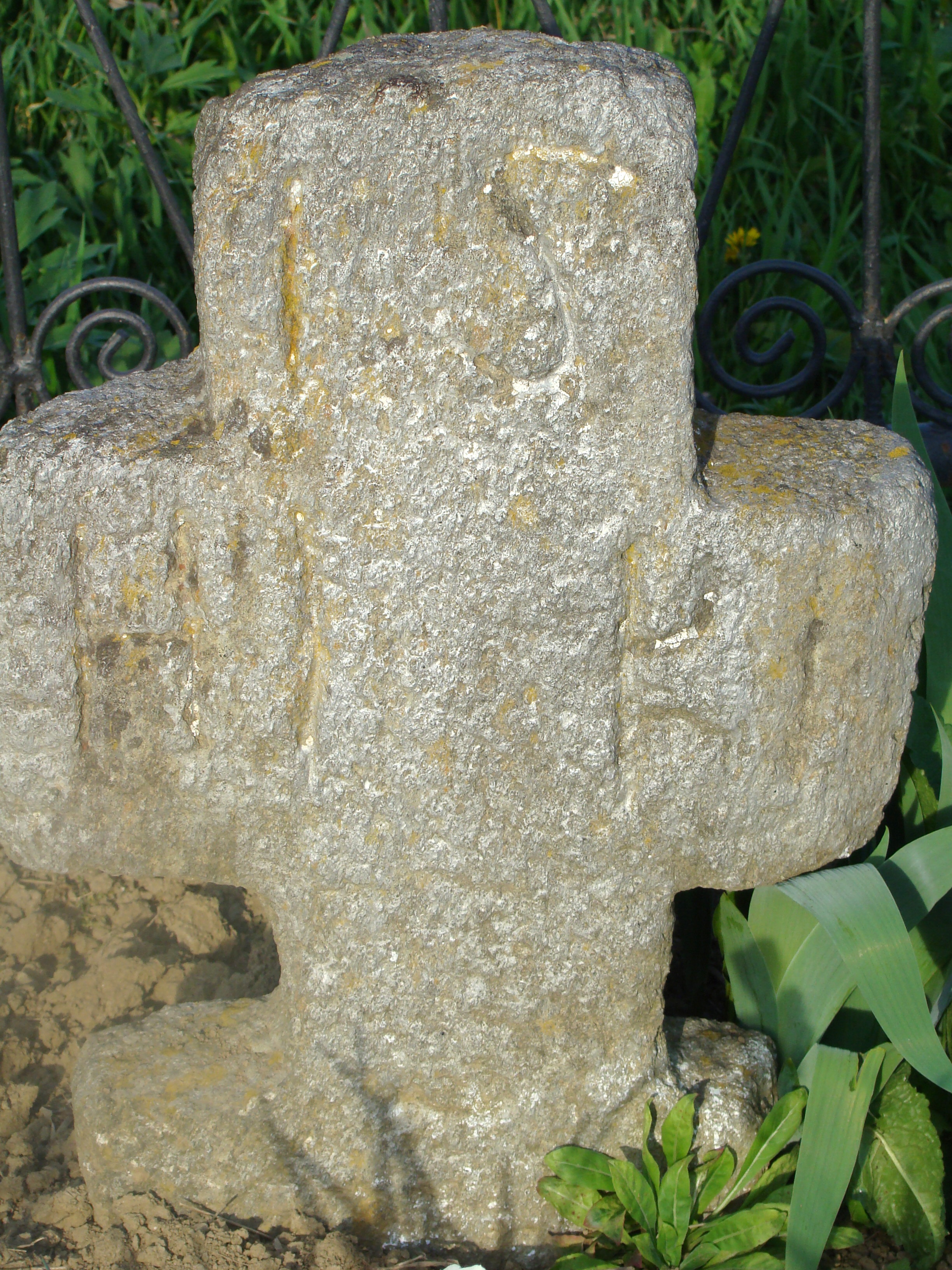
Cruce de piatră (monument istoric)
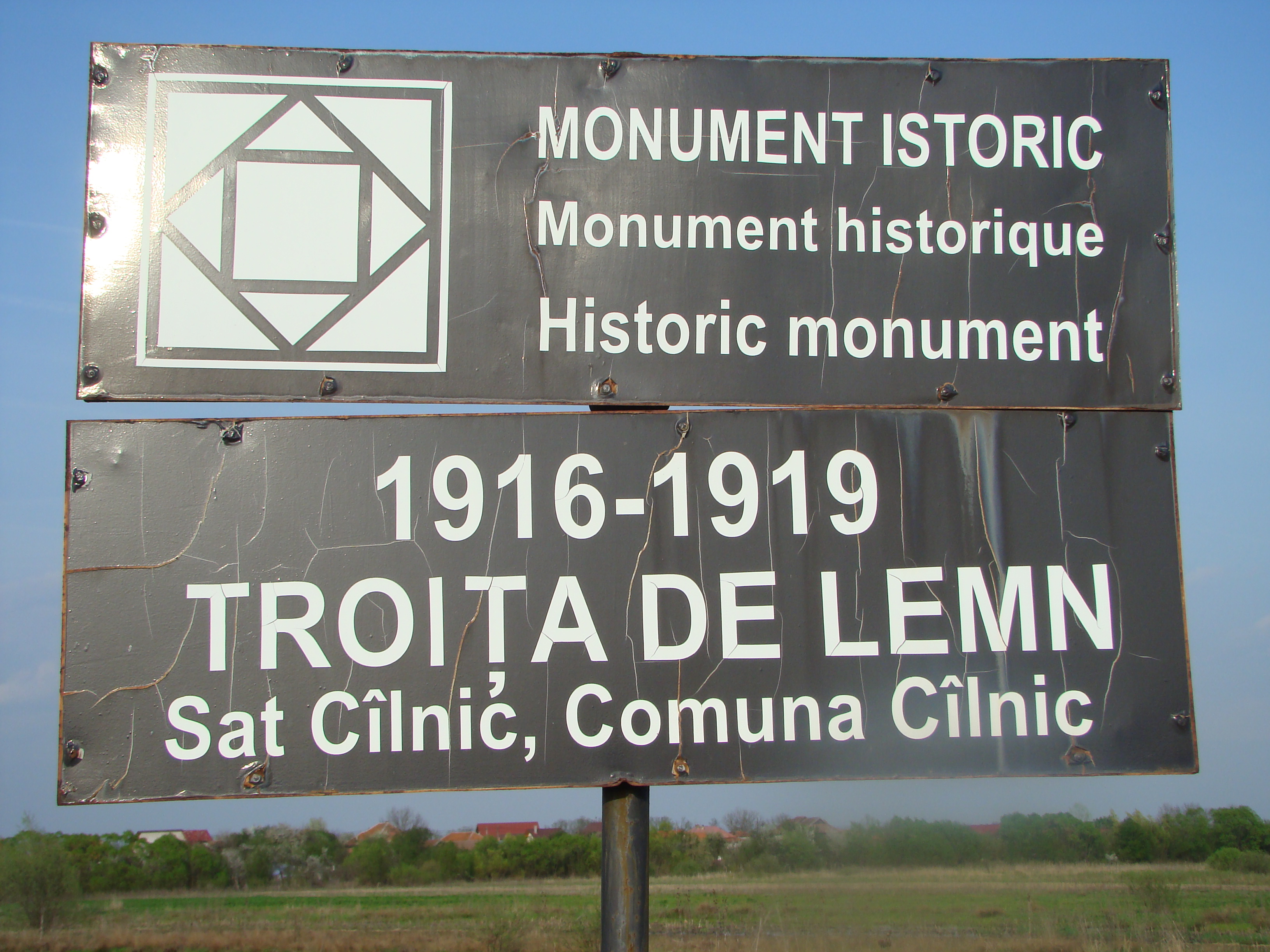
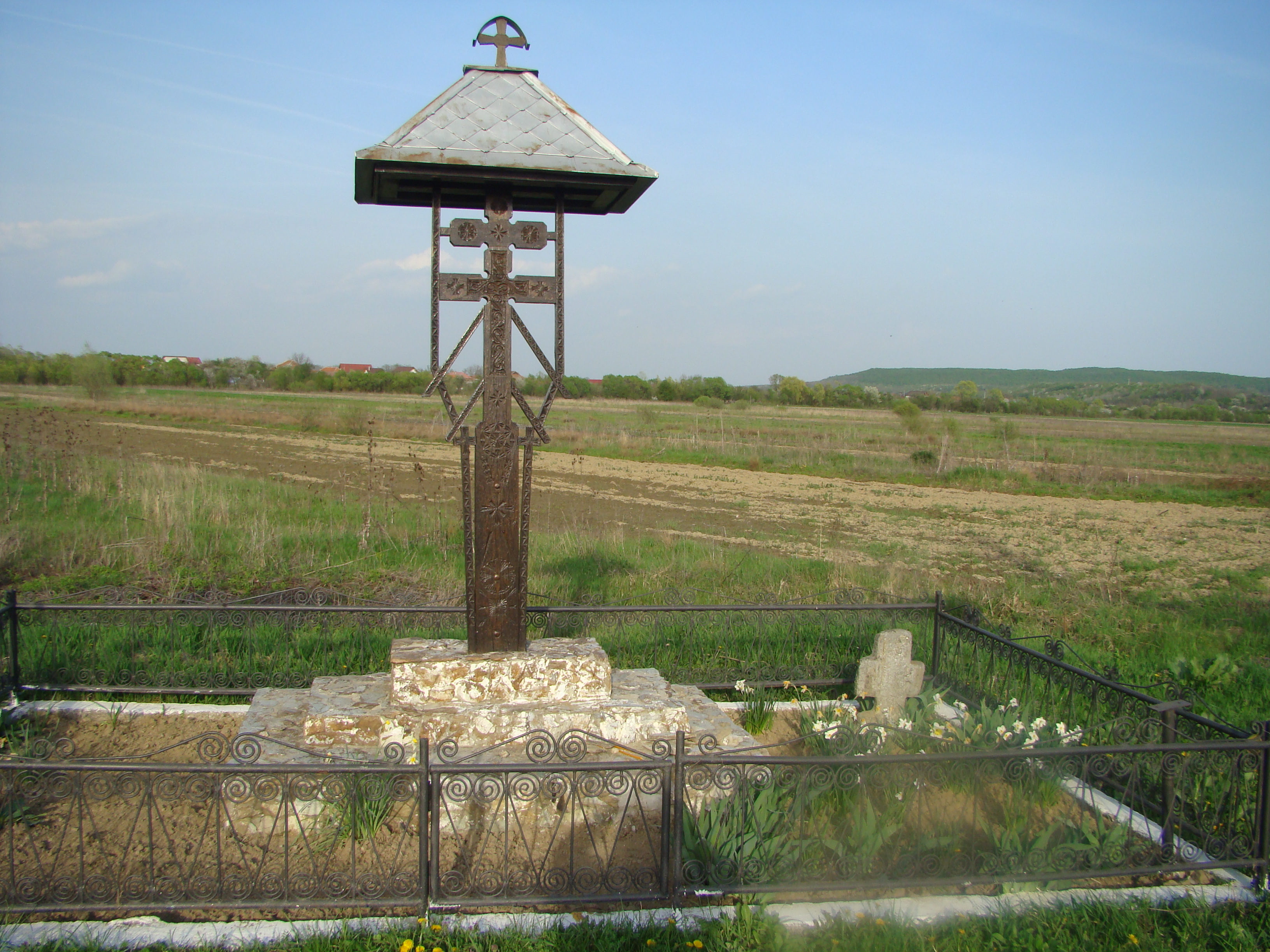
Troiţă de lemn (monument istoric)
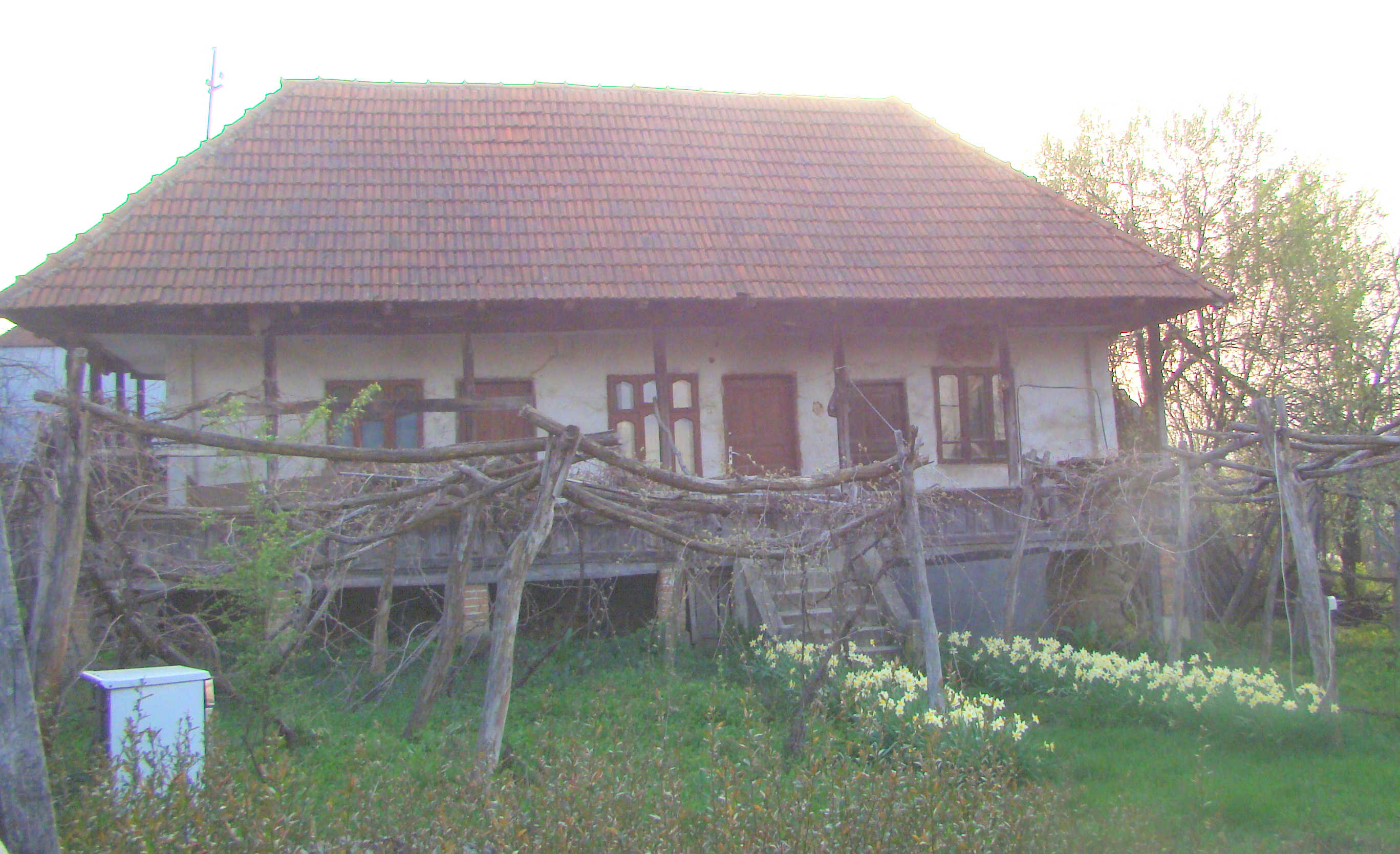
Pieptani
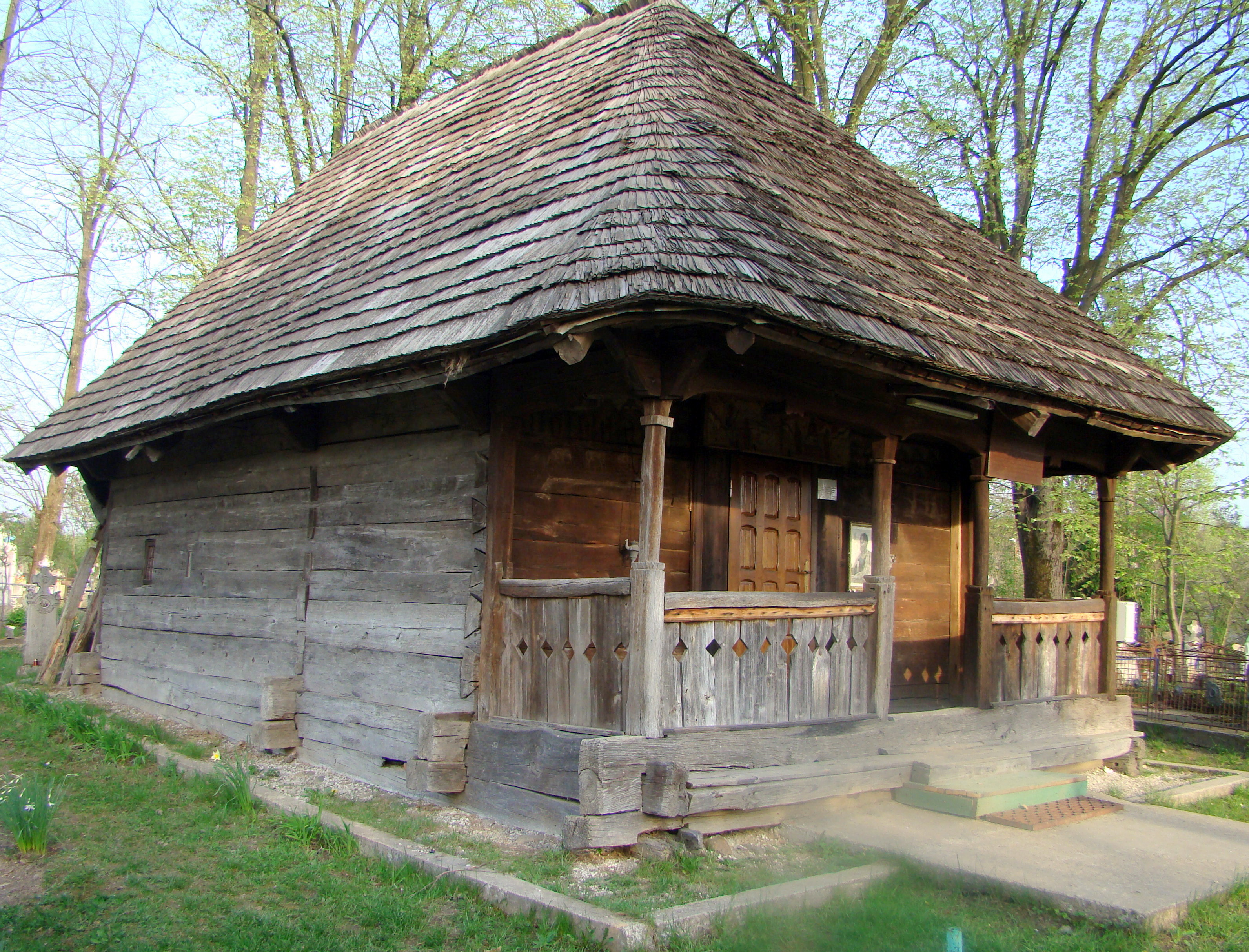
Biserica de lemn „Sfântul Vasile” din satul Pieptani (monument istoric)
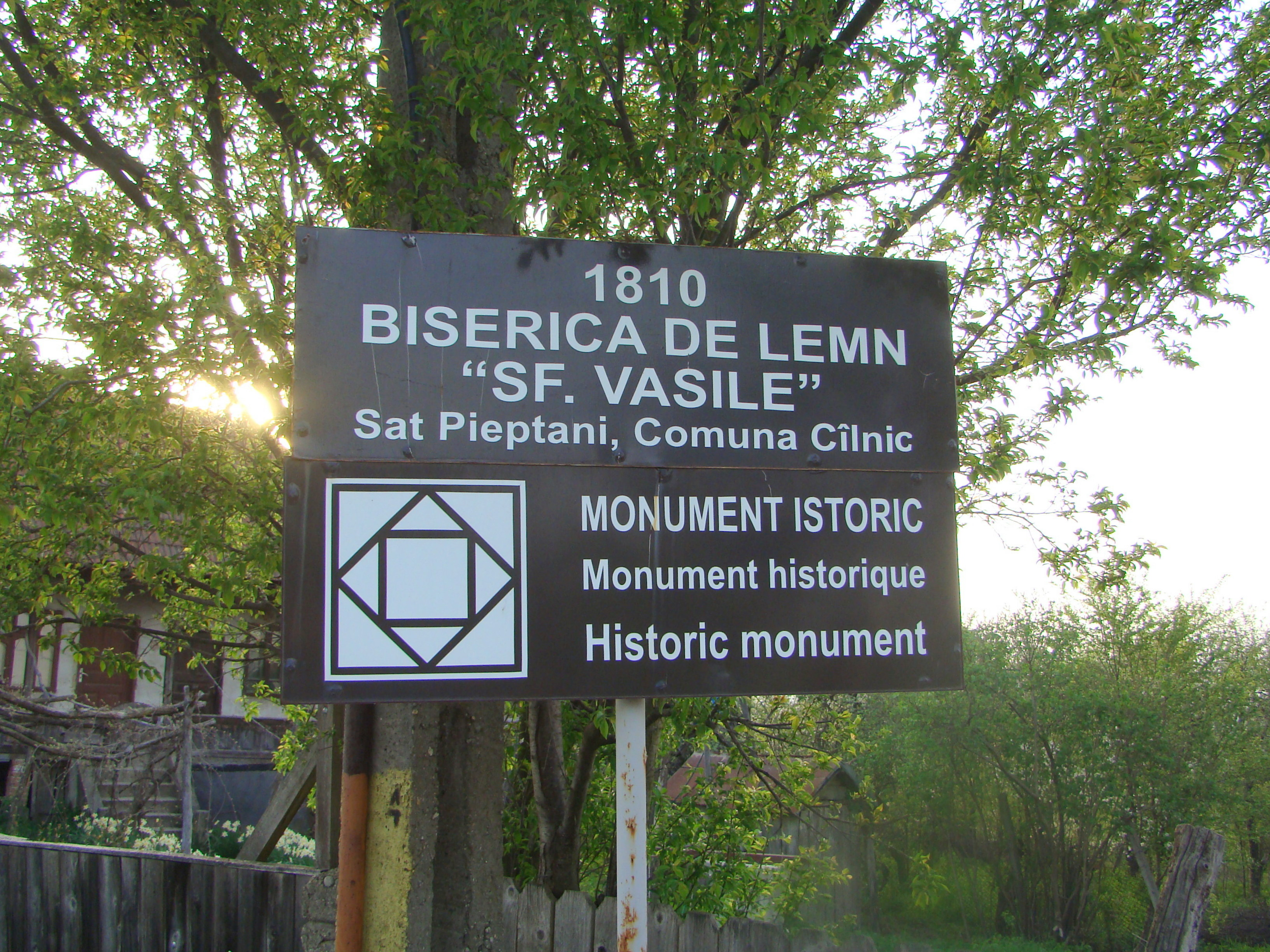
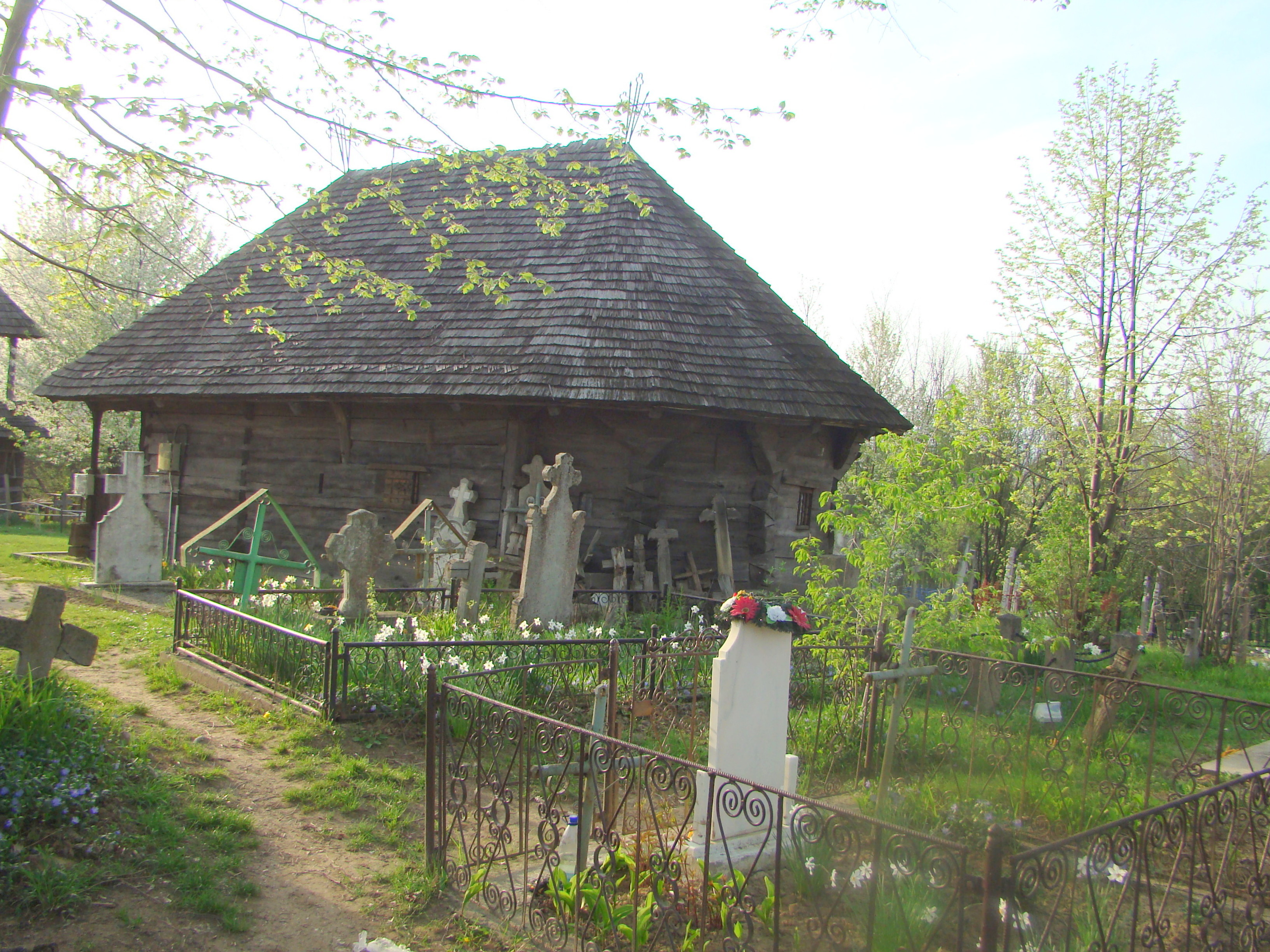

## Vezi și
- Biserica de lemn din Pieptani